# ECW One Night Stand 2006
ECW One Night Stand 2006 was een professioneel worstel-pay-per-viewevenement dat geproduceerd werd door World Wrestling Entertainment (WWE). Dit evenement was de tweede editie van One Night Stand en vond plaats in de Hammerstein Ballroom in New York op 11 juni 2006.
De belangrijkste gebeurtenis was een match tussen de kampioen John Cena en Rob Van Dam voor het WWE Championship. Rob Van Dam won de match en werd de nieuwe WWE Champion.

## Matchen
| Nr.                                                                          | Match | Winnaar(s)              |
| ---------------------------------------------------------------------------- | --- | ----------------------- |
| 1                                                                            | Jerry Lawler vs. Tazz in een een-op-eenmatch                                                                                | Tazz                    |
| 2                                                                            | Kurt Angle vs. Randy Orton in een een-op-eenmatch                                                                           | Kurt Angle              |
| 3                                                                            | Full Blooded Italians vs. Yoshihiro Tajiri & Super Crazy in een tag team match                                              | Full Blooded Italians   |
| 4                                                                            | Rey Mysterio (c) vs. Sabu in een Extreme Rules match voor het World Heavyweight Championship                                | Rey Mysterio (c)        |
| 5                                                                            | Terry Funk, Tommy Dreamer & Beulah McGillicutty vs. Mick Foley, Edge & Lita in een Extreme rules intergender tag team match | Mick Foley, Edge & Lita |
| 6                                                                            | Masato Tanaka vs. Balls Mahoney in een Extreme Rules match                                                                  | Balls Mahoney           |
| 7                                                                            | John Cena (c) vs. Rob Van Dam in een Extreme Rules match voor het WWE Championship                                          | Rob Van Dam (nc)        |
| (c) huidige kampioen voor en na de match \| (nc) nieuwe kampioen na de match | |                         |